# Vienna International Centre

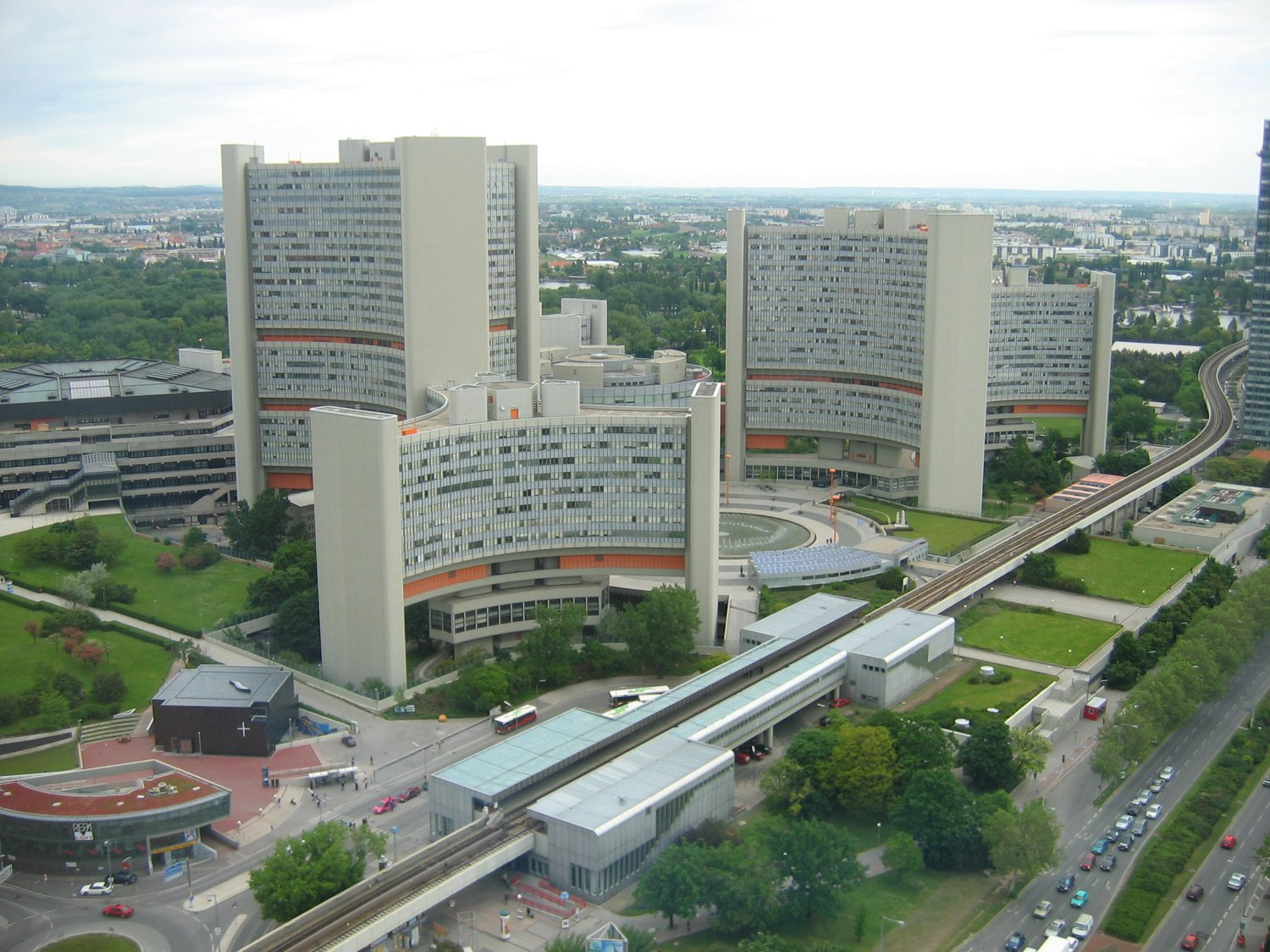
El Vienna International Centre antes de la construcción del edificio M y las DC Towers. Puede verse el Austria Center Vienna en la izquierda a media distancia.

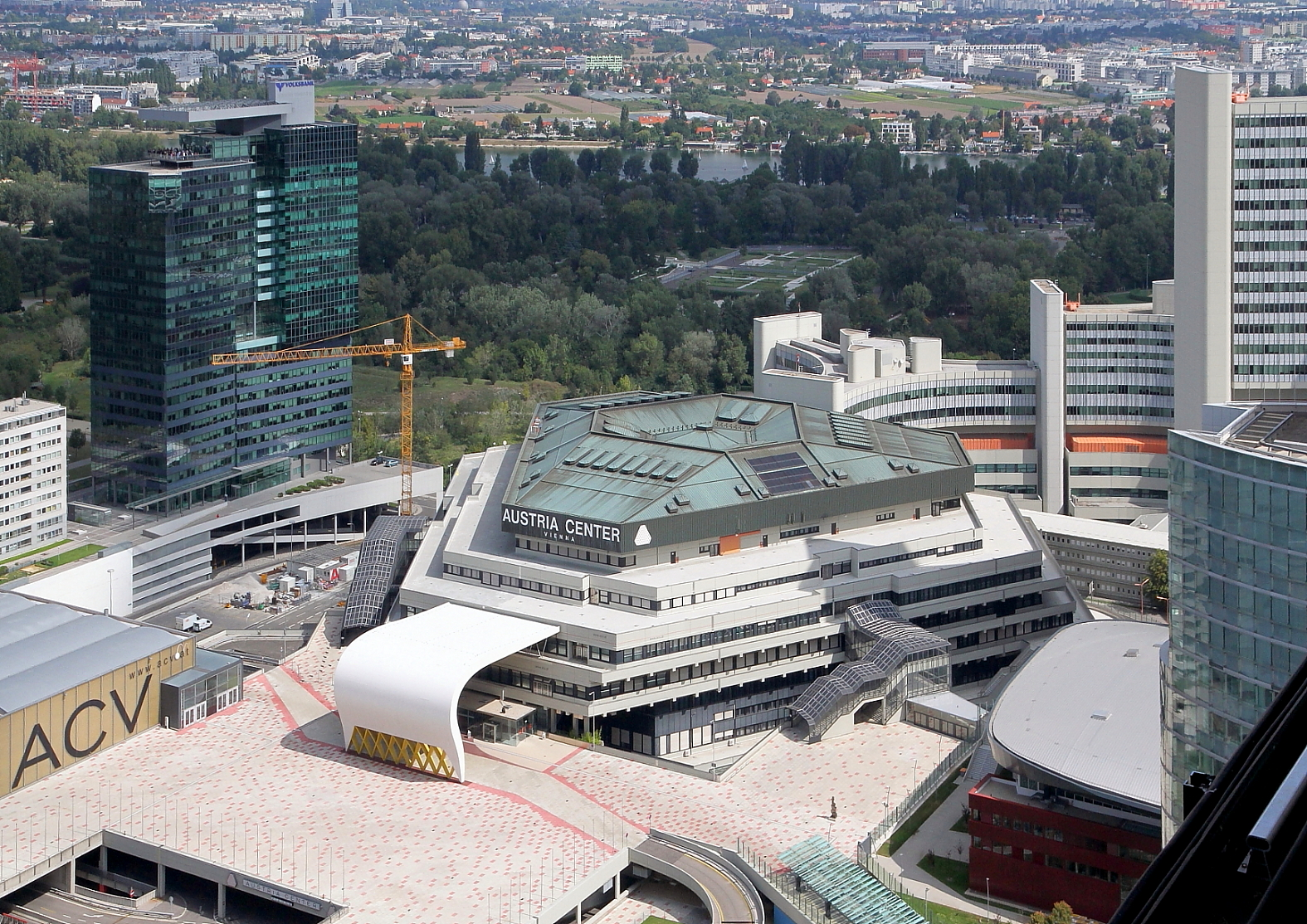
El Austria Center Vienna.

El Vienna International Centre (VIC) es el complejo de edificios que alberga la Oficina de las Naciones Unidas en Viena (en alemán: Büro der Vereinten Nationen in Wien). También es llamada coloquialmente UNO City.

## Descripción
El Vienna International Centre, diseñado por el arquitecto austriaco Johann Staber, fue construido entre 1973 y 1979 justo al norte del río Danubio. La idea inicial de establecer una organización internacional en Viena fue del Canciller de Austria Bruno Kreisky. El complejo se compone de seis torres de oficinas con forma de Y que rodean un edificio cilíndrico de conferencias y tiene una superficie total de 230 000 m². La torre más alta tiene 127 metros de altura y 28 plantas. Es una zona extraterritorial, exenta de la jurisdicción de la ley local.
Unas cuatro mil personas trabajan en el Vienna International Centre, que también alberga restaurantes, tiendas y una oficina postal (código postal 1400 Wien). Tres bancos (Bank Austria, Bawag PSK y United Nations Federal Credit Union), varias agencias de viajes y otros servicios tienen oficinas en las instalaciones.
A la vez que se realizaban obras de retirada de amianto a principios de la década de 2000, se construyó un nuevo edificio de conferencias, denominado previamente «C2» Archivado el 13 de septiembre de 2017 en Wayback Machine. y llamado actualmente «Edificio M» (M Building), sobre el aparcamiento existente cerca del perímetro sur del complejo, que entró en funcionamiento en 2009.
El edificio M albergó todas las conferencias durante la renovación del edificio C (que había sido previamente la instalación principal para conferencias), entre 2009 y 2013. Ambos edificios se usan actualmente para estas reuniones. Las conferencias muy grandes se pueden celebrar en el vecino Austria Center Vienna (ACV), un centro de conferencias y exposiciones independiente con capacidad para seis mil personas. El ACV tiene una conexión interior a los edificios del VIC.

## Organizaciones
Una de las sedes más importantes de las Naciones Unidas junto con las de Nueva York, Ginebra y Nairobi, el Vienna International Centre alberga varias organizaciones:
- Organización del Tratado de Prohibición Completa de los Ensayos Nucleares
- Organismo Internacional de Energía Atómica
- Comisión de las Naciones Unidas para el Derecho Mercantil Internacional
- Organización de las Naciones Unidas para el Desarrollo Industrial
- Oficina de Naciones Unidas contra la Droga y el Delito
- Alto Comisionado de las Naciones Unidas para los Refugiados
- Oficina de Naciones Unidas para Asuntos del Espacio Exterior
- Comisión Internacional para la Protección del río Danubio

Las otras cinco organizaciones internacionales con sede en Viena, la Organización para la Seguridad y la Cooperación en Europa, la Organización de Países Exportadores de Petróleo, el Fondo OPEP para el Desarrollo Internacional, la Academia Internacional contra la Corrupción y el International Institute for Applied Systems Analysis, ocupan edificios fuera del Vienna International Centre.

## Commissary
El Vienna International Centre ofrece tiendas a sus empleados y a los trabajadores de las misiones permanentes y otras organizaciones internacionales con sede en Viena. El commissary, llamado así al igual que las instalaciones similares existentes para el personal militar estadounidense en varios destinos, ofrece una selección internacional de alimentos y artículos para el hogar, dirigiéndose por tanto a los empleados expatriados (y algunos miembros de su familia), que así pueden comprar artículos familiares que no están disponibles en Austria. La tienda está gestionada sin ánimo de lucro por el Organismo Internacional de Energía Atómica.

## Visitas
Visitas guiadas al Centro Internacional de Viena (VIC por sus siglas en inglés) se ofrecen en alemán e inglés de lunes a viernes a las 11.00, 14.00 y 15.30 horas. Además durante los meses de julio y agosto se ofrece visitas adicionales a las 12.30 horas.